# Budunbuto (Nugaal)
Budunbuto (ook: Bandunbuto) is dorp in Puntland, een zelfverklaard autonoom gebied in noordoost Somalië.

Budunbuto ligt in het district Eyl, regio Nugaal. Het moet niet verward worden met een tweede dorp Budunbuto, ook in Puntland, maar 107 km zuidelijker gelegen, in het district Jariban, regio Mudug.
Budunbuto ligt aan de grotendeels onverharde weg van Garowe (de hoofdstad van Puntland, op 110 km afstand) naar de districtshoofdstad Eyl (ruim 91 km), in een zanderig semi-woestijngebied met zeer spaarzame en verspreide vegetatie. Dorpen in de omgeving zijn Qarxis (18 km), Baarweyn (7,3 km), Diilinmaxato (28 km), Sinujiif (52,4 km), en Dan Gorayo.

Rond Budunbuto liggen ca. 18 berkads. Sommigen daarvan zijn afgedekt met golfplaat in het kader van een waterproject van de Stichting Kaalo Nederland.
Budunbuto heeft een gemiddelde jaartemperatuur van 26°C; de temperatuurvariatie is gering; de koudste maand is januari (gemiddeld 22,6°); de warmste mei (28,2°). Regenval bedraagt jaarlijks slechts ca. 138 mm. Er zijn twee droge seizoenen (van december - februari en juni - augustus) en twee 'regenseizoenen' (april - mei en rond oktober).